# District de Boiscommun

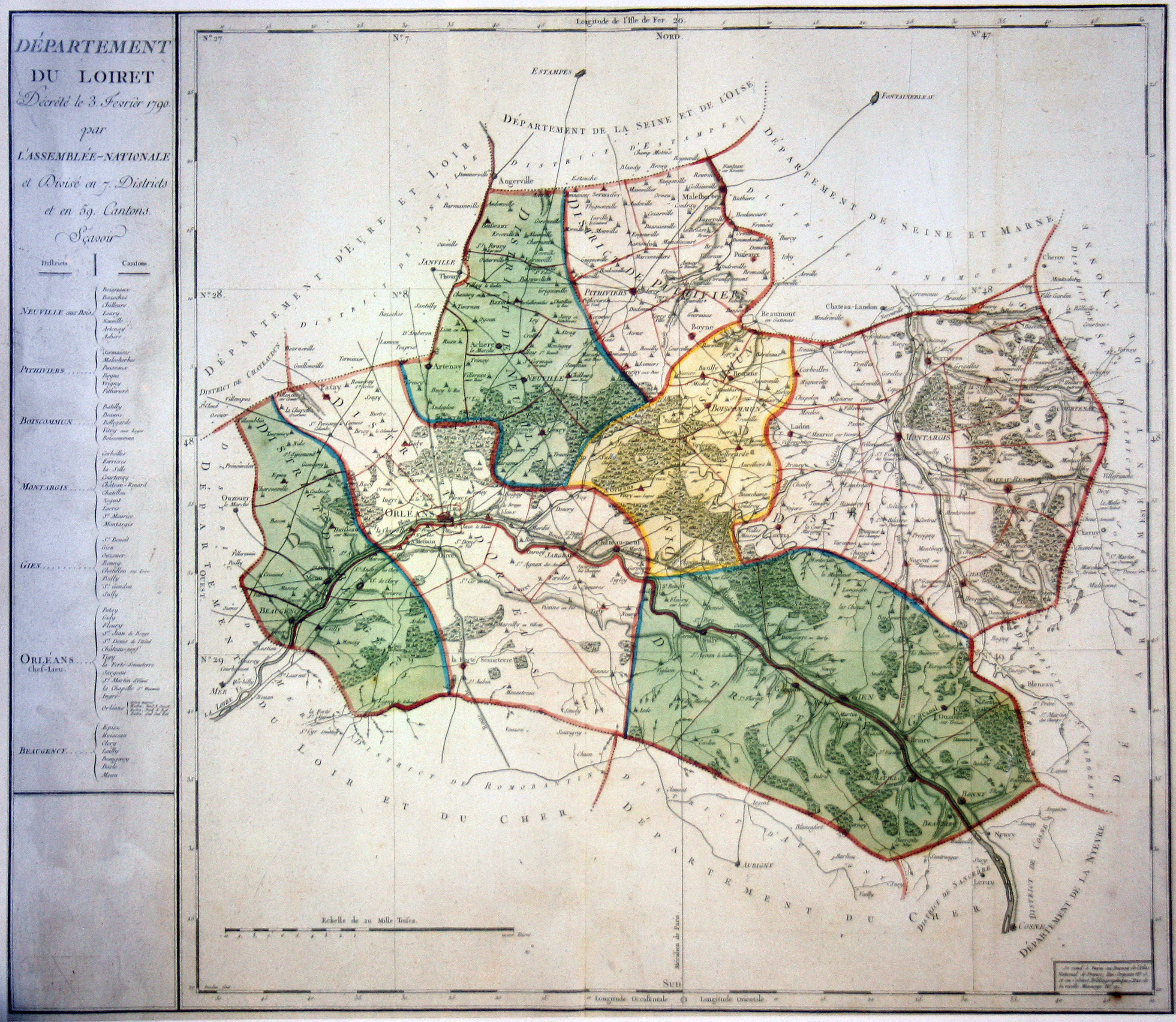
Carte du département du Loiret en février 1790. Le département est alors constitué de 7 districts et 59 cantons. Le district de Boiscommun est en jaune sur la carte.

Le district de Boiscommun est une ancienne division administrative du département français du Loiret de 1790 à 1795.

## Histoire
Le district est créé à la Révolution française en 1790 et disparaît en 1795 pour être remplacé par les arrondissements en 1800.

## Géographie
Le district est composé des cantons de Batilly, Boiscommun, Beaune, Bellegarde et Vitry aux Loges.